# Роджер Корман
Роджер Вільям Корман (англ. Roger William Corman; 5 квітня 1926 — 9 травня 2024) — американський режисер та продюсер, який зняв велику кількість малобюджетних фільмів.

## Біографія
Роджер Корман народився 5 квітня 1926 року у місті Детройт штат Мічиган, США. Спочатку навчався на інженера у Стенфордському університеті, але почав втрачати інтерес до професії, і більше цікавився кіно. Після закінчення університету пропрацював три дні інженером і усвідомив, що ця професія не для нього. Корман звільнився і влаштувався на роботу кур'єром у кінокомпанії «20th Century-Fox», зрештою став займатися аналізом сценаріїв. Потім поїхав в Англію де вивчав сучасну англійську літературу в Оксфордському університеті і через рік повернувся в США, маючи намір стати сценаристом та продюсером. Він продав свій перший сценарій в 1953 році за яким було знято фільм «Highway Dragnet» (1954). На зароблені гроші Корман продюсував фільм «Монстр з дна океану» (1954). При відсутності потрібної освіти, Корман вперше сів в режисерське крісло у фільмі «Five Guns West» (1955), і протягом наступних 15 років зняв 53 фільми. Він проявив себе як майстер швидкого виробництва, знімаючи по кілька фільмів кожного року як режисер або продюсер. Його особистий рекорд швидкості був встановлений у фільмі «Магазинчик жахів» (1960), який він зняв протягом двох днів.

## Фільмографія
- 1958 — Плакса-вбивця / The Cry Baby Killer
- 1960 — Магазинчик жахів / The Little Shop of Horrors
- 1960 — Остання жінка на Землі / Last Woman on Earth
- 1960 — Падіння дому Ашерів / House of Usher
- 1963 — Ворон / The Raven
- 1963 — Божевілля 13 / Dementia 13
- 1966 — Кривава королева / Queen of Blood
- 1966 — Втеча в нікуди / Ride in the Whirlwind
- 1975 — Капоне / Capone
- 1975 — Смертельні перегони 2000 / Death Race 2000
- 1976 — Гарматне ядро / Cannonball!
- 1978 — Смертельний спорт / Deathsport
- 1978 — Піранья / Piranha
- 1982 — Андроїд / Android
- 1985 — Королева варварів / Barbarian Queen
- 1986 — Будинок / House
- 1989 — Кривавий кулак / Bloodfist
- 1990 — Франкенштейн звільнений / Frankenstein Unbound
- 1990 — Кривавий кулак 2 / Bloodfist II
- 1992 — Кривавий кулак 3: Змушений боротися / Bloodfist III: Forced to Fight
- 1992 — Кривавий кулак 4: Смертельна спроба / Bloodfist IV: Die Trying
- 1992 — Чорний пояс / Blackbelt
- 1993 — Філадельфія / Philadelphia
- 1993 — Мішки для трупів / Body Bags
- 1994 — Кривавий кулак 5: Жива мішень / Bloodfist V: Human Target
- 1995 — Кривавий кулак 6: Нульова відмітка / Bloodfist VI: Ground Zero
- 1995 — Кривавий кулак 7: Переслідування / Bloodfist VII: Manhunt
- 1995 — Кіберзона / Droid Gunner
- 1995 — Віртуальне спокушання / Virtual Seduction
- 1995 — Смертельний вірус / Terminal Virus
- 1996 — Малюк Нельсон / Baby Face Nelson
- 1996 — Кривавий кулак 8: Навчений вбивати / Bloodfist VIII: Trained to Kill
- 1997 — Час під вогнем / Time Under Fire
- 1997 — Падаючий вогонь / Falling Fire
- 2001 — Гладіатрікс / The Arena
- 2001 — Раптор / Raptor
- 2002 — Апокаліпсис / Shakedown
- 2003 — Варвар / Barbarian
- 2003 — Коли орел атакує / When Eagles Strike
- 2004 — Маньчжурський кандидат / The Manchurian Candidate
- 2004 — Динокрок / Dinocroc
- 2005 — Кривавий кулак 2050 / Bloodfist 2050
- 2006 — Місія порятунку 2: Місце удару / The Hunt for Eagle One: Crash Point
- 2006 — Операція «Скорпіон» / Scorpius Gigantus
- 2007 — Полювання на динозаврів / Supergator
- 2008 — Смертельні перегони / Death Race
- 2008 — Циклоп / Cyclops
- 2008 — Рейчел одружується / Rachel Getting Married
- 2010 — Акуловосьминіг / Sharktopus
- 2010 — Акулозавр / Dinoshark
- 2012 — Напад п'ятдесятифутової чирлідерки / Attack of the 50ft Cheerleader